# Sphaeriestes virescens
Sphaeriestes virescens är en skalbaggsart som beskrevs av Leconte 1850. Sphaeriestes virescens ingår i släktet Sphaeriestes och familjen trädbasbaggar. Inga underarter finns listade i Catalogue of Life.